# Atuna racemosa
Espèce
Classification APG III (2009)
Atuna racemosa est une espèce de plantes à fleurs de la famille des Chrysobalanaceae. C'est un arbre appelé pipi aux Tonga et tabon-tabon aux Philippines. L'épithète spécifique racemosa vient du latin et signifie « aggloméré », faisant référence à la forme de l'inflorescence.

## Description
Atuna racemosa atteint 35 m de haut. Son écorce lisse est grise ou noire. Ses fleurs sont bleues ou blanches. Les fruits sont en forme d'ellipse, de sphère ou de poire et mesurent jusqu'à 7,5 cm de long.

## Répartition et habitat
Atuna racemosa est courant en Thaïlande, en Insulinde et sur les Îles du Pacifique Sud.
Son habitat est constitué de forêts mixtes de diptérocarpacées, de marais et des bords de rivières, du niveau de la mer jusqu'à 750 m d'altitude.

## Utilisation
Le fruit est utilisé comme mastic pour sceller les canoës dans les Îles du Pacifique. L'huile de ses graines est utilisée pour son parfum. Les feuilles sont utilisées pour couvrir des toits aux Fidji.
Aux Philippines, où l'arbre est appelé tabon-tabon, le jus de la chair râpée des fruits est utilisé pour éliminer l'odeur de poisson et l'acidité du kinilaw, un plat de fruits de mer servis crus. Des restes de fruits coupés en deux ainsi que des arêtes de poisson ont été retrouvées sur le site d'excavation archéologique de Balangay à Butuan (remontant au Xe siècle ou XIIIe siècle) indiquant que cette pratique culinaire est vieille d'au moins un millénaire,,.